# Panaxia postochrea
Panaxia postochrea är en fjärilsart som beskrevs av Stauder. 1925. Panaxia postochrea ingår i släktet Panaxia och familjen björnspinnare. Inga underarter finns listade i Catalogue of Life.